# نوباء بنفسجية
نوباء بنفسجية (الاسم العلمي:Alternaria violae) هو نوع من الفطريات يتبع جنس النوباء من الفصيلة البوغيانية.